# Mehrfamilienhaus Catharinenstraße 25

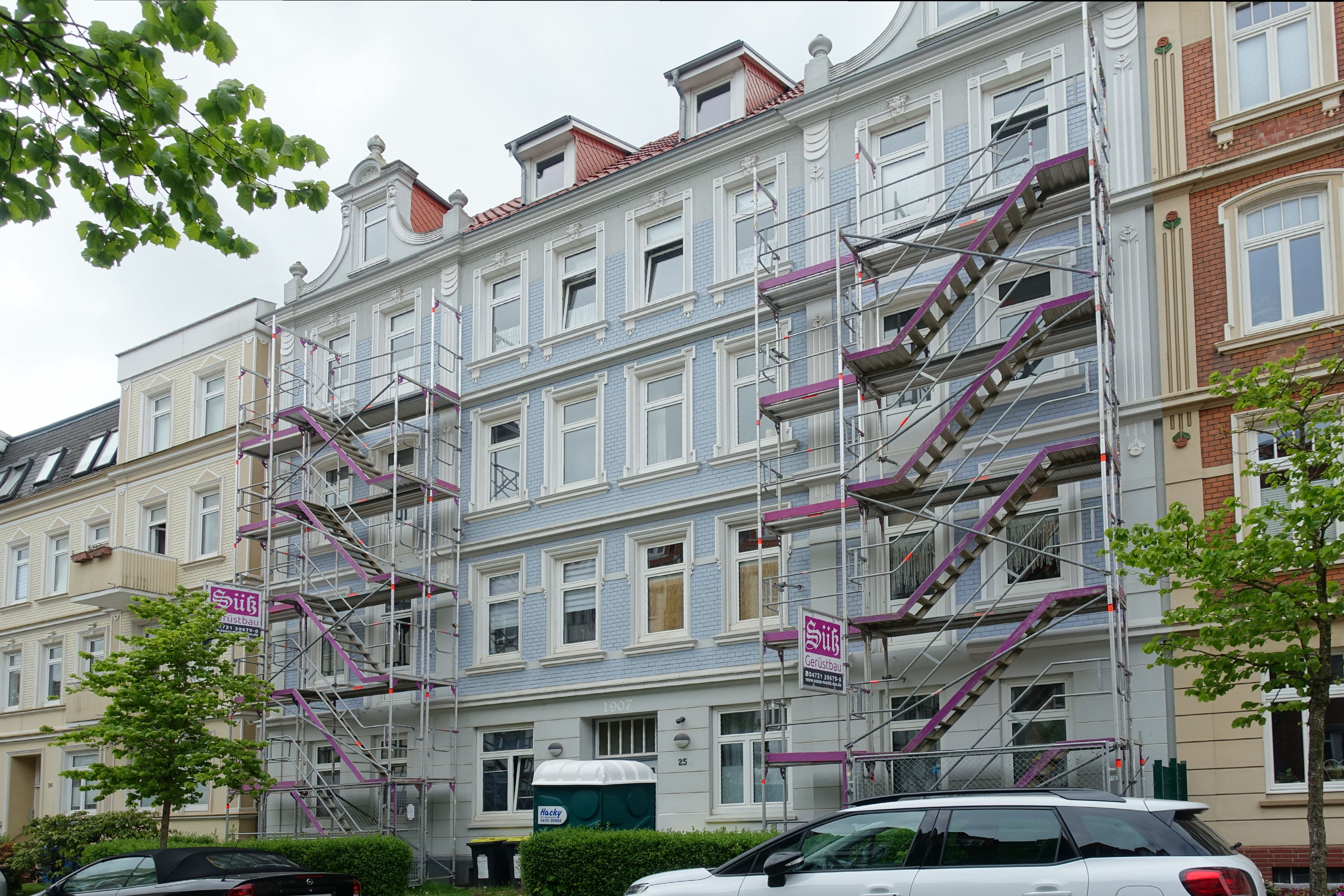
Mehrfamilienhaus Catharinenstraße 25 (2023)

Das Mehrfamilienhaus Catharinenstraße 25 in der niedersächsischen Kreisstadt Cuxhaven im Landkreis Cuxhaven stammt vom Anfang des 20. Jahrhunderts. Aktuell (2024) wird es als Wohnhaus genutzt.
Das Gebäude steht unter Denkmalschutz (siehe auch Liste der Baudenkmale in Cuxhaven).

## Geschichte und Beschreibung
Um 1900 wurde westlich des Grünen Wegs in Cuxhaven ein Wohngebiet auf den Ländereien der Gärtnerei Otto Höpcke neu erschlossen. Stil-, material- und regionstypische ein- bis viergeschossige Bauten der Zeit entstanden. Die Straße entstand 1892/94, die Bürgersteige 1912. Sie wurde nach Catharina Höpcke, der Mutter des Erbauers, benannt.
Das viergeschossige traufständige achtachsige, in den Obergeschossen steinsichtige, Gebäude mit ziegelgedecktem Satteldach wurde 1907 (Inschrift) gebaut. Die Fassaden wurden durch vier Lisenen und horizontale Gesimse sowie im Erdgeschoss durch verputzte Scheinquaderung und Fensterrahmungen gestaltet. Die beiden Seitenachsen erhielten geschwungene Dachgauben, flankiert von zwei über Dach an der Traufkante stehenden Kugeln in Verlängerung der Lisenen. Der Eingang ist mittig.
Das Haus gehört zu einer Gruppe denkmalgeschützter Wohnhäuser der Catharinenstraße Nr. 2–13, Nr. 17–18, Nr. 23–25, Nr. 46–50 und Nr. 55–64. Das Gebäude ähnelt dem Mehrfamilienhaus Catharinenstraße 24.
Das Landesdenkmalamt befand u. a.: „… Die Wohnsiedlung bietet heute noch das geschlossene Bild eines von schmalen, oft noch durch die originalen Einfriedungen abgegrenzten Vorgärten geprägten Straßenzugs mit offener Wohnbebauung.“